# Eremiaphila voltaensis
Eremiaphila voltaensis è una specie di mantide religiosa appartenente al genere Eremiaphila.